# 黄港二水库
黄港二水库是中国天津市滨海新区境内的一座水库，位于黑猪河上，建于1982年。水库正常库容为4000万立方米，海拔为8米。